# DDR-Einzelmeisterschaft im Schach 1961
Die 11. DDR-Einzelmeisterschaft im Schach fand im Februar 1961 in Premnitz statt. Die vorherige Meisterschaft hatte zum Jahreswechsel 1959/60 stattgefunden, so dass es je nach Einordnung für eines der Jahre 1959 oder 1960 keinen Meister gibt.

## Allgemeines
Austragungsort war das Klubhaus des Premnitzer Kunstfaserwerks. Hauptschiedsrichter war Alfred Flasche aus Pirna, bei den Damen leitete Johannes Hoffmann aus Rüdersdorf das Turnier. In der Fachzeitschrift Schach werden die Spielbedingungen als "unzulänglich" bezeichnet und auf die Erfahrung mit ähnlich ungünstigen Umständen bei früheren Meisterschaften verwiesen.
Die Teilnehmer hatten sich über das sogenannte Dreiviertelfinale sowie ein System von Vorberechtigungen und Freiplätzen für diese Meisterschaft qualifiziert. Das Dreiviertelfinale fand vom 17. bis 27. August 1960 in Torgau statt.

## Meisterschaft der Herren
Meister der DDR wurde erstmals der 22-jährige Lothar Zinn vom SC Einheit Dresden vor seinem Klubkameraden, dem bereits dreifachen Titelträger Wolfgang Uhlmann. Uhlmann war zu dieser Zeit der einzige Großmeister der DDR. Titelverteidiger Wolfgang Pietzsch kam hinter dem überraschend auftrumpfenden Jürgen Mädler auf Platz 4. Er hatte seine Chancen in der 11. Runde eingebüßt, als er gegen den späteren Meister in nur 17 Zügen unterlag. Mädler verlor nur eine Partie und bezwang die beiden vor ihm liegenden Spieler.

### Abschlusstabelle
|    | Teilnehmer        | 01 | 02 | 03 | 04 | 05 | 06 | 07 | 08 | 09 | 10 | 11 | 12 | 13 | 14 | 15 | 16 | Punkte |
| -- | ----------------- | -- | -- | -- | -- | -- | -- | -- | -- | -- | -- | -- | -- | -- | -- | -- | -- | ------ |
| 01 | Lothar Zinn       |    | ½  | 0  | 1  | 1  | 1  | ½  | 1  | ½  | 1  | 1  | 1  | 1  | 1  | 1  | 1  | 12½    |
| 02 | Wolfgang Uhlmann  | ½  |    | 0  | 1  | ½  | 1  | 1  | 0  | 1  | 1  | 1  | 1  | 1  | 1  | 1  | 1  | 12     |
| 03 | Jürgen Mädler     | 1  | 1  |    | ½  | 0  | ½  | ½  | ½  | ½  | 1  | 1  | 1  | 1  | ½  | 1  | 1  | 11     |
| 04 | Wolfgang Pietzsch | 0  | 0  | ½  |    | 1  | 1  | ½  | ½  | 1  | 0  | 1  | 1  | 1  | ½  | 1  | 1  | 10     |
| 05 | Burkhard Malich   | 0  | ½  | 1  | 0  |    | 0  | ½  | 1  | 1  | ½  | ½  | ½  | 1  | 1  | 1  | ½  | 09     |
| 06 | Günther Möhring   | 0  | 0  | ½  | 0  | 1  |    | ½  | 1  | 0  | 1  | 1  | 1  | ½  | 1  | ½  | ½  | 08½    |
| 07 | Reinhart Fuchs    | ½  | 0  | ½  | ½  | ½  | ½  |    | ½  | ½  | 1  | ½  | ½  | 0  | ½  | ½  | 1  | 07½    |
| 08 | Horst Handel      | 0  | 1  | ½  | ½  | 0  | 0  | ½  |    | ½  | ½  | 0  | 0  | 0  | 1  | 1  | 1  | 06½    |
| 09 | Werner Golz       | ½  | 0  | ½  | 0  | 0  | 1  | ½  | ½  |    | 0  | ½  | 0  | ½  | 1  | 1  | ½  | 06½    |
| 10 | Manfred Kahn      | 0  | 0  | 0  | 1  | ½  | 0  | 0  | ½  | 1  |    | ½  | ½  | 1  | ½  | 0  | 1  | 06½    |
| 11 | Heinz Liebert     | 0  | 0  | 0  | 0  | ½  | 0  | ½  | 1  | ½  | ½  |    | ½  | 0  | 1  | 1  | 1  | 06½    |
| 12 | Klaus Hartmann    | 0  | 0  | 0  | 0  | ½  | 0  | ½  | 1  | 1  | ½  | ½  |    | 1  | 0  | ½  | ½  | 06     |
| 13 | Bernd Weber       | 0  | 0  | 0  | 0  | 0  | ½  | 1  | 1  | ½  | 0  | 1  | 0  |    | 1  | 0  | 0  | 05     |
| 14 | Albert Zirngibl   | 0  | 0  | ½  | ½  | 0  | 0  | ½  | 0  | 0  | ½  | 0  | 1  | 0  |    | 1  | 1  | 05     |
| 15 | Heinz Rätsch      | 0  | 0  | 0  | 0  | 0  | ½  | ½  | 0  | 0  | 1  | 0  | ½  | 1  | 0  |    | ½  | 04     |
| 16 | Ullrich Brümmer   | 0  | 0  | 0  | 0  | ½  | ½  | 0  | 0  | ½  | 0  | 0  | ½  | 1  | 0  | ½  |    | 03½    |

### Dreiviertelfinale
Gruppe I
|    | Teilnehmerin     | 01 | 02 | 03 | 04 | 05 | 06 | 07 | 08 | 09 | 10 | 11 | 12 | Punkte |
| -- | ---------------- | -- | -- | -- | -- | -- | -- | -- | -- | -- | -- | -- | -- | ------ |
| 01 | Bodo Starck      |    | ½  | ½  | 1  | ½  | 1  | 1  | 0  | 1  | 0  | 1  | 1  | 7½     |
| 02 | Manfred Kahn     | ½  |    | ½  | 0  | ½  | 1  | ½  | 1  | ½  | ½  | 1  | 1  | 7      |
| 03 | Albert Zirngibl  | ½  | ½  |    | ½  | ½  | 0  | 1  | ½  | 1  | ½  | 1  | 1  | 7      |
| 04 | Werner Breustedt | 0  | 1  | ½  |    | 0  | ½  | ½  | 1  | 1  | ½  | 1  | 1  | 7      |
| 05 | Ullrich Brümmer  | ½  | ½  | ½  | 1  |    | 1  | 0  | ½  | ½  | ½  | 1  | 1  | 7      |
| 06 | Günter Fiensch   | 0  | 0  | 1  | ½  | 0  |    | 1  | ½  | 1  | 1  | ½  | 1  | 6½     |
| 07 | E. Woska         | 0  | ½  | 0  | ½  | 1  | 0  |    | 1  | ½  | ½  | ½  | 1  | 5½     |
| 08 | Horst Broberg    | 1  | 0  | ½  | 0  | ½  | ½  | 0  |    | 0  | 1  | 1  | 1  | 5½     |
| 09 | Herzel           | 0  | ½  | 0  | 0  | ½  | 0  | ½  | 1  |    | 1  | 1  | 1  | 5½     |
| 10 | W. Steglich      | 1  | ½  | ½  | ½  | ½  | 0  | ½  | 0  | 0  |    | ½  | 1  | 5      |
| 11 | Dieter Lentschu  | 0  | 0  | 0  | 0  | 0  | ½  | ½  | 0  | 0  | ½  |    | ½  | 2      |
| 12 | Manfred Türke    | 0  | 0  | 0  | 0  | 0  | 0  | 0  | 0  | 0  | 0  | ½  |    | 0½     |

Gruppe II
|    | Teilnehmerin      | 01 | 02 | 03 | 04 | 05 | 06 | 07 | 08 | 09 | 10 | 11 | 12 | Punkte |
| -- | ----------------- | -- | -- | -- | -- | -- | -- | -- | -- | -- | -- | -- | -- | ------ |
| 01 | Jürgen Mädler     |    | ½  | ½  | ½  | 1  | 1  | ½  | ½  | 1  | 1  | ½  | ½  | 7½     |
| 02 | Horst Handel      | ½  |    | ½  | 1  | 0  | ½  | 1  | ½  | 1  | 1  | ½  | 1  | 7½     |
| 03 | Bernd Weber       | ½  | ½  |    | 0  | 1  | 0  | ½  | 1  | 1  | 1  | 1  | 1  | 7½     |
| 04 | Manfred Böhnisch  | ½  | 0  | 1  |    | ½  | 0  | 0  | 1  | 1  | 1  | ½  | 1  | 6½     |
| 05 | Hagen Tiemann     | 0  | 1  | 0  | ½  |    | ½  | ½  | 1  | ½  | ½  | 1  | 1  | 6½     |
| 06 | Lothar Kollberg   | 0  | ½  | 1  | 1  | ½  |    | ½  | ½  | 0  | ½  | ½  | 1  | 6      |
| 07 | Richter           | ½  | 0  | ½  | 1  | ½  | ½  |    | ½  | 0  | ½  | 1  | 0  | 5      |
| 08 | Rainer Tröger     | ½  | ½  | 0  | 0  | 0  | ½  | ½  |    | 1  | 0  | 1  | ½  | 4½     |
| 09 | Eberhard Geissert | 0  | 0  | 0  | 0  | ½  | 1  | 1  | 0  |    | 0  | 1  | 1  | 4½     |
| 10 | Mazurkewitz       | 0  | 0  | 0  | 0  | ½  | ½  | ½  | 1  | 1  |    | ½  | ½  | 4½     |
| 11 | Erich Granitzki   | ½  | ½  | 0  | ½  | 0  | ½  | 0  | 0  | 0  | ½  |    | ½  | 3      |
| 12 | M. Müller         | ½  | 0  | 0  | 0  | 0  | 0  | 1  | ½  | 0  | ½  | ½  |    | 3      |

Gruppe III
|    | Teilnehmerin              | 01 | 02 | 03 | 04 | 05 | 06 | 07 | 08 | 09 | 10 | 11 | 12 | Punkte |
| -- | ------------------------- | -- | -- | -- | -- | -- | -- | -- | -- | -- | -- | -- | -- | ------ |
| 01 | Heinz Rätsch              |    | 1  | ½  | ½  | ½  | 1  | ½  | 1  | 1  | 1  | 1  | ½  | 8½     |
| 02 | Günther Möhring           | 0  |    | ½  | 1  | 1  | 1  | ½  | 1  | 1  | 1  | ½  | 1  | 8½     |
| 03 | Klaus Hartmann            | ½  | ½  |    | ½  | ½  | ½  | ½  | 1  | 1  | ½  | 1  | 1  | 7½     |
| 04 | Petzold                   | ½  | 0  | ½  |    | 0  | ½  | ½  | 1  | 1  | ½  | 1  | 1  | 6½     |
| 05 | Rolf Schlieder            | ½  | 0  | ½  | 1  |    | ½  | ½  | ½  | ½  | 1  | ½  | ½  | 6      |
| 06 | Hans Hubert Rautenstrauch | 0  | 0  | ½  | ½  | ½  |    | ½  | ½  | 1  | ½  | 1  | 1  | 6      |
| 07 | Johannes Hampel           | ½  | ½  | ½  | ½  | ½  | ½  |    | ½  | ½  | 0  | ½  | ½  | 5      |
| 08 | Frenzel                   | 0  | 0  | 0  | 0  | ½  | ½  | ½  |    | ½  | 1  | ½  | ½  | 4      |
| 09 | Bundke                    | 0  | 0  | 0  | 0  | ½  | 0  | ½  | ½  |    | 1  | ½  | 1  | 4      |
| 10 | Manfred Zucker            | 0  | 0  | ½  | ½  | 0  | ½  | 1  | 0  | 0  |    | ½  | ½  | 3½     |
| 11 | Otto Ruppe                | 0  | ½  | 0  | 0  | ½  | 0  | ½  | ½  | ½  | ½  |    | ½  | 3½     |
| 12 | Ernst Walter Etzold       | ½  | 0  | 0  | 0  | ½  | 0  | ½  | ½  | 0  | ½  | ½  |    | 3      |

## Meisterschaft der Damen
Meisterin wurde die Hallenser Studentin Waltraud Schameitat, die bereits 1958 den Titel gewonnen hatte und seit 1957 immer auf einem Medaillenplatz einkam. Platz zwei ging überraschend an die 19-jährige Jutta Zura aus Potsdam, welche einige deutlich erfahrenere Spielerinnen hinter sich ließ. Sie blieb ohne Remis-Partie.

### Abschlusstabelle
|    | Teilnehmerin        | 01 | 02 | 03 | 04 | 05 | 06 | 07 | 08 | 09 | 10 | 11 | 12 | Punkte |
| -- | ------------------- | -- | -- | -- | -- | -- | -- | -- | -- | -- | -- | -- | -- | ------ |
| 01 | Waltraud Schameitat |    | 1  | ½  | ½  | ½  | ½  | ½  | 1  | 1  | 1  | 1  | 1  | 8½     |
| 02 | Jutta Zura          | 0  |    | 0  | 1  | 1  | 1  | 1  | 0  | 1  | 1  | 1  | 1  | 8      |
| 03 | Ursula Liebert      | ½  | 1  |    | ½  | ½  | ½  | 0  | 1  | 0  | 1  | 1  | 1  | 7      |
| 04 | Luise Baumann       | ½  | 0  | ½  |    | ½  | 1  | 1  | ½  | 1  | 1  | 0  | 1  | 7      |
| 05 | Hildegard Heucke    | ½  | 0  | ½  | ½  |    | ½  | 1  | ½  | 1  | 0  | 1  | 1  | 6½     |
| 06 | Ingrid Hänsel       | ½  | 0  | ½  | 0  | ½  |    | ½  | 1  | ½  | 1  | ½  | ½  | 5½     |
| 07 | Anita Keßler        | ½  | 0  | 1  | 0  | 0  | ½  |    | 1  | 0  | ½  | ½  | 1  | 5      |
| 08 | Eveline Kraatz      | 0  | 1  | 0  | ½  | ½  | 0  | 0  |    | 1  | 0  | 1  | ½  | 4½     |
| 09 | Heidi Sutor         | 0  | 0  | 1  | 0  | 0  | ½  | 1  | 0  |    | 1  | 1  | 0  | 4½     |
| 10 | Elfriede Paschke    | 0  | 0  | 0  | 0  | 1  | 0  | ½  | 1  | 0  |    | 1  | 1  | 4½     |
| 11 | Anita Karau         | 0  | 0  | 0  | 1  | 0  | ½  | ½  | 0  | 0  | 0  |    | 1  | 3      |
| 12 | Regina Transfeld    | 0  | 0  | 0  | 0  | 0  | ½  | 0  | ½  | 1  | 0  | 0  |    | 2      |

### Dreiviertelfinale
Gruppe I
|   | Teilnehmerin       | 1 | 2 | 3 | 4 | 5 | 6 | 7 | 8 | 9 | Punkte |
| - | ------------------ | - | - | - | - | - | - | - | - | - | ------ |
| 1 | Elfriede Paschke   |   | 1 | ½ | 1 | 1 | ½ | 1 | 1 | 1 | 7      |
| 2 | Heidi Sutor        | 0 |   | 0 | ½ | 1 | 1 | 1 | 1 | 1 | 5½     |
| 3 | Ingrid Hänsel      | ½ | 1 |   | 1 | 1 | 0 | 0 | ½ | 1 | 5      |
| 4 | Gabriele Ortlepp   | 0 | ½ | 0 |   | ½ | 1 | 1 | 1 | ½ | 4½     |
| 5 | Johanna Feierabend | 0 | 0 | 0 | ½ |   | 1 | 1 | ½ | 1 | 4      |
| 6 | Eva-Maria Dörffel  | ½ | 0 | 1 | 0 | 0 |   | ½ | 1 | ½ | 3½     |
| 7 | Gerda Strobach     | 0 | 0 | 1 | 0 | 0 | ½ |   | ½ | ½ | 2½     |
| 8 | Gertrud Schameitat | 0 | 0 | ½ | 0 | ½ | 0 | ½ |   | ½ | 2      |
| 9 | Hunger             | 0 | 0 | 0 | ½ | 0 | ½ | ½ | ½ |   | 2      |

Gruppe II
|   | Teilnehmerin        | 1 | 2 | 3 | 4 | 5 | 6 | 7 | 8 | 9 | Punkte |
| - | ------------------- | - | - | - | - | - | - | - | - | - | ------ |
| 1 | Waltraud Schameitat |   | ½ | 1 | 1 | 1 | 1 | 1 | 1 | 1 | 7½     |
| 2 | Anita Karau         | ½ |   | ½ | 0 | ½ | 1 | 1 | 1 | 1 | 5½     |
| 3 | Anita Keßler        | 0 | ½ |   | ½ | 1 | 0 | 1 | 1 | ½ | 4½     |
| 4 | Christel Michalzik  | 0 | 1 | ½ |   | ½ | ½ | 0 | 1 | 1 | 4½     |
| 5 | Ingrid Sutor        | 0 | ½ | 0 | ½ |   | 1 | ½ | ½ | 1 | 4      |
| 6 | Charlotte Richter   | 0 | 0 | 1 | ½ | 0 |   | 1 | 1 | ½ | 4      |
| 7 | Christina Rötger    | 0 | 0 | 0 | 1 | ½ | 0 |   | 1 | 1 | 3½     |
| 8 | Ilse Haferkorn      | 0 | 0 | 0 | 0 | ½ | 0 | 0 |   | 1 | 1½     |
| 9 | Sophie Skladny      | 0 | 0 | ½ | 0 | 0 | ½ | 0 | 0 |   | 1      |

Gruppe III
|    | Teilnehmerin      | 01 | 02 | 03 | 04 | 05 | 06 | 07 | 08 | 09 | 10 | Punkte |
| -- | ----------------- | -- | -- | -- | -- | -- | -- | -- | -- | -- | -- | ------ |
| 01 | Hildegard Heucke  |    | 1  | ½  | ½  | ½  | 1  | 1  | 1  | 1  | ½  | 7      |
| 02 | Regina Transfeld  | 0  |    | ½  | 1  | 1  | ½  | 1  | 1  | 1  | 1  | 7      |
| 03 | Jutta Zura        | ½  | ½  |    | ½  | 1  | 1  | ½  | ½  | 1  | 1  | 6½     |
| 04 | Maria Wahl        | ½  | 0  | ½  |    | ½  | 0  | 1  | ½  | 1  | 1  | 5      |
| 05 | Ursula Pohl       | ½  | 0  | 0  | ½  |    | 1  | ½  | ½  | 1  | 1  | 5      |
| 06 | Liddy Knoch       | 0  | ½  | 0  | 1  | 0  |    | ½  | ½  | 1  | 1  | 4½     |
| 07 | Ilse Kraut        | 0  | 0  | ½  | 0  | ½  | ½  |    | ½  | 1  | 1  | 4      |
| 08 | Christa Müthsam   | 0  | 0  | ½  | ½  | ½  | ½  | ½  |    | 0  | 1  | 3½     |
| 09 | Borchert          | 0  | 0  | 0  | 0  | 0  | 0  | 0  | 1  |    | 1  | 2      |
| 10 | Ursula Burmeister | ½  | 0  | 0  | 0  | 0  | 0  | 0  | 0  | 0  |    | 0½     |

## Jugendmeisterschaften
| Altersklasse | männlich                        | weiblich                                        |
| ------------ | ------------------------------- | ----------------------------------------------- |
| Schüler      | Manfred Schöneberg (Leipzig)    | Ingrid Pölkow (Malchow)                         |
| Jugend       | Volker Knepel (Karl-Marx-Stadt) | Barbara Zobel (Erfurt) Eveline Kraatz (Potsdam) |

Ob zwischen den beiden Meisterinnen der Jugend ein Stichkampf ausgetragen wurde, ist nicht bekannt.